# Prêmio Inezita Barroso
Prêmio Inezita Barroso é um prêmio instituído pela Assembleia Legislativa de São Paulo, pela resolução 910 de 2016. Para homenagear personalidades (físicas ou jurídicas) que se destacam na sociedade com a música caipira e qualquer forma de arte genuinamente popular no Estado de  São Paulo. Esse prêmio leva o nome de Inezita Barroso, uma das maiores expoentes da música caipira.
Segundo essa resolução, o prêmio é concedido pelo presidente da Assembleia Legislativa de São Paulo, mediante proposta da Comissão de Educação e Cultura, a partir de indicações feitas àquele órgão por Deputado ou Deputada, sociedade civil, núcleos e instituições culturais do Estado. A premiação é entregue anualmente, em sessão ou ato solene expressamente convocado para esse fim, no mês de março, lembrando a data de nascimento da artista.

## História
O prêmio foi proposto em 2016, pelo então deputado estadual, Marcos Martins e aprovado pela Assembleia Legislativa de São Paulo. A primeira edição foi realizada em 2017.
Inicialmente eram concedidos no máximo dez prêmios por ano. Em 2021, o número de indicados ao prêmio dobrou. O aumento de indicações foi instituído pela resolução 931 de 2021.

### Edições e premiados

#### 1ª edição (2017)[7]
- Bruna Viola
- Daniel Firmino
- Duo Glacial (Ana e Miguel Cervan, in memoriam)
- Jesus Belmiro; Léu (da dupla Liu e Léu)
- Orquestra de Violeiros de Osasco
- Orquestra Os Violeiros de Santa Fé
- Viola Show
- Matheus Calil
- Waléria Leão
- Zinho do Violão

#### 2ª edição (2018)[7]
- Coral Sertanejo do Clube da Viola de Bauru
- José Fortuna (In Memoriam), de Itápolis
- Mestre Lica (José Francisco de Paula Lica), de Taubaté
- Bob Vieira (Luiz Antônio Vieira), de Itapetininga
- Orquestra Penapolense de Música de Raiz, de Penápoles
- Programa Laços da Terra, de Ribeirão Preto
- Tião Ribeiro e Projeto Cultura Pura, de Salto
- Sebastião Vitor Rosa (Tião Mineiro), de Campinas
- Valdemar Alves dos Reis, de Araçatuba

#### 3ª edição (2019)[7]
- Orquestra Urubupungá, do município de Ilha Solteira
- Grupo de Violeiros de Descalvado
- A dupla sertaneja Craveiro e Cravinho, do município de Piracicaba
- Pedrinho Sertanejo (Pedro da Silva Emboava), do município de Taubaté
- Amigos Violeiros de Mairiporã
- homenagem em memória ao cantor Pardinho – Antônio Henrique de Lima
- homenagem em memória ao cantor Mouraí – Luiz Carlos Ribeiro
- Orquestra Violeiros Coração da Viola
- O cantor Ramiro Vióla, do município de Botucatu
- Sandra Marri - Sandra Jacob, representando todas as mulheres do universo de música caipira raiz e sertaneja

#### 4ª edição (2020)[7]
- Adalberto Tadeu Baptista (Beto do Lolo), de Guapiara
- Dupla Chico Amado & Xodó, de Sumaré
- Festival do Folclore de Olímpia
- Filpo Ribeiro, cantor de folia de reis e romaria do divino
- Guaracy Júnior, radialista
- Irineu Santos, cantor e compositor do grupo Seresteiros da Feliz Idade
- Mauri Lima e Orquestra de Viola Caipira de Hortolândia
- OSCIP Sentimento Sertanejo - Organização da Sociedade Civil de Interesse Público para resgate, preservação e fomento da cultura de raiz caipira
- Pereira da Viola - presidente da Associação Nacional de Violeiros até 2010
- Dupla sertaneja Teodoro & Sampaio
- Dorinho (In Memoriam) - Ex-integrante do Trio de Ouro do Rádio Brasileiro
- Dupla Sertaneja Douglas e Kauan, de Santa Bárbara do Oeste

#### 5ª edição (2022)[7]
- Rubinho Veio Curureiro de Tatuí
- Grupos Raiz de Violas
- Irmãs Jacó
- Durval e Davi
- Craveiro e Cravinho
- Luiz Honório de Oliveira
- Mariângela Zan
- Orquestra Municipal de Viola Caipira do Mirante do Paranapanema
- Orquestra de Violeiros Ouro na Serra
- Donizete dos Santos
- Ademar Braga
- Grupo Viola Raiz Sertaneja de Pirapozinho
- Grupo Rancho Alegre Viola Caipira de Presidente Bernardes
- Orquestra Filarmônica de Violas
- Leyde e Laura
- Tião Goiano e Paraguaçu
- Ranulpho Faria
- Juliana Andrade
- João Miranda
- Orquestra de Viola Caipira de Franco da Rocha